# Chèvremont
|  | Per a altres significats, vegeu «Chèvremont (Territori de Belfort)». |

Chèvremont (en való Tchivrimont) és un llogaret de Vaux-sous-Chèvremont un nucli del municipi de Chaudfontaine on es troba una basílica i un monestir dels carmelites descalços.

## Història
El 17 de març de 1877, Théodore Joseph de Montpellier, bisbe de Lieja va donar un terreny al cim del mont Chèvremont als carmelites descalços. El bisbe volia crear un lloc de romeria i de devoció catòliques. Els carmelites van construir una església i un monestir en estil neogòtic, segons els plans de l'arquitecte neerlandès Pierre Cuypers. L'església va inaugurar-se el 8 de setembre 1899. El 1928 va esdevenir basílica minor. A l'inici de la Segona Guerra Mundial l'exèrcit alemany va bombardejar el lloc. Una part de l'església i l'orgue es van malmetre.